# Aniba vaupesiana
Aniba vaupesiana är en lagerväxtart som beskrevs av K. Kubitzki. Aniba vaupesiana ingår i släktet Aniba och familjen lagerväxter. Inga underarter finns listade i Catalogue of Life.